# Alexandre Pinyol i Llop
Alexandre Pinyol i Llop (Barcelona, 1908 - 2002) va ser un guia de muntanya, perit mercantil, fotògraf i activista polític català. Fou soci de l'Agrupació Excursionista Jovent d'Ara, de la qual fou elegit secretari el 1928. Posteriorment, ingressà a la Unió Excursionista de Catalunya. Perit Mercantil de professió, fou membre de Palestra i militant del partit independentista "Estat Català". Com a dirigent dels 
Boy Scouts de Catalunya, signà un acord d'unificació amb Josep Maria Batista i Roca, dirigent de la Germanor de Minyons de Muntanya, per tal de constituir la Institució Catalana d'Escoltisme (Minyons de Muntanya-Boy Scouts de Catalunya), sent escollit comissari nacional de la nova associació "Minyons de Muntanya". Al començament de 1939, a menys de tres mesos d'acabar la Guerra Civil espanyola, Jaume Miravitlles i Navarra el va nomenar inspector i Administrador General de les delegacions de la Generalitat republicana a Madrid i València. Quan aquesta va començar, no va fugir i va esperar que entressin les tropes franquistes a la delegació de Madrid. El 1939, amb la victòria del franquisme, es van suprimir totes les organitzacions que no eren del règim. L'Estat franquista va crear el Frente de Juventudes, pretenent que aquest absorbís tots els moviments i organismes de jovent. L'escoltisme català va ser desmantellat quasi totalment. Batista i Roca era a l'exili i Alexandre Pinyol havia estat jutjat en un consell de guerra i empresonat durant quaranta-nou mesos "per ser el cap visible de l'organització masònica-separatista dels Boy Scouts". En la sentència del Consell de Guerra a què va ser sotmès es deia també que "no se li coneixen actes de violència, detencions, denúncies ni delictes de sang", però va passar vuit anys a la presó.